# التنعیم
التنعیم (به عربی: التنعیم) یک منطقهٔ مسکونی در عربستان سعودی است که در استان مکه واقع شده‌است.